# جیمز میچل (ورزشکار دو و میدانی)
جیمز میچل (انگلیسی: James Mitchel; ۳۰ ژانویهٔ ۱۸۶۴ – ۳ ژوئیهٔ ۱۹۲۱) پرتاب‌گر چکش اهل ایالات متحده آمریکا بود.